# 郯県
郯県（たんけん）は、かつて中国に存在した県。

## 歴史
秦代に設置された。治所は現在の山東省臨沂市郯城県にあり、東海郡の郡治であった。秦末に秦嘉・朱鶏石らが反乱を起こすと、この地で東海郡守の慶を包囲した。三国魏の代に侯国が置かれたが、晋になると県に戻された。北斉の代に一度廃されたが、北周の大象元年（579年）にまた置かれた。唐の貞観元年（627年）に下邳県に編入されて消滅した。